# Преступник Джонни Блэк
«Преступник Джонни Блэк» (англ. Outlaw Johnny Black) — американский комедийный вестерн Майкла Джея Уайта 2023 года.
Майкл Джей Уайт назвал фильм «духовным продолжением» «Чёрного динамита» 2009 года.

## Сюжет
Отец Джонни Блэка был священником. Он был убит бандитом по имени Бретт Клейтон на глазах у маленького Джонни. Со времени этих событий прошло 25 лет. Джонни Блэк с тех пор сам неоднократно нарушал закон. Всё это время он был одержим идеей мести. И вот он въезжает верхом на лошади в городок Шияни, где в скором времени будет грабить банк банда Клейтона. На глазах Джонни Блэка некие белые бандиты обижают индейцев и ему приходится заступиться за них. На место потасовки пребывает шериф. Меткий стрелок Джонни Блэк стреляет в его шляпу, однако шериф неожиданно умирает от сердечного приступа. За это и другие преступления Джонни Блэка приговаривают к виселице, но от неё его в последний момент спасают благодарные индейцы.
Джонни Блэк отправляется в бега. Он долгое время бредёт по пустынной местности. Сначала без воды падает его обессиленная лошадь, а через некоторое время и он сам. Блэка спасает преподобный Перси, который направляется в близлежащий городок чернокожих Хоуп-Спрингс, чтобы стать там новым пастором и встретить возлюбленную Бесси Ли. С Бесси Ли он уже два года ведёт переписку, но ещё ни разу они не виделись лично. Во время привала на Блэка и Перси нападает местное индейское племя. В Перси попадает стрела, а Джонни Блэку удаётся сбежать на его повозке. Он переодевается в священника и отправляется в Хоуп-Спрингс, где выдаёт себя за Перси.
Как священник Джонни Блэк получает доступ к церковной кассе, но эти деньги лежат в банке, который в выходные закрыт. Блэк решает дождаться в Хоуп-Спрингс понедельника, а затем обокрасть церковь и сбежать. Его только пугает воскресный день, когда он будет должен читать прихожанам в церкви проповедь. Попутно Блэк узнаёт о местных интригах. Предыдущий священник был убит, а некий богатый белый землевладелец Том Шили пытается прибрать к рукам его участок земли. Блэк обращает внимание на возлюбленную Перси Бесси Ли, а затем и на её сестру Джесси Ли.
Неожиданно в город прибывает настоящий пастор Перси. Оказалось, что он не умер, а попал в плен к индейцам. Там его силой женили на индейской женщине, но ему удалось сбежать и добраться до города. Джонни Блэк угрозами запрещает Перси разоблачать его, пока он не украдёт церковную кассу и не покинет город. В комнате пастора в церкви Блэк находит в чернильнице записку от покойного пастора. Тот пишет, что может быть убит и прилагает карту с отмеченными на его земле сокровищами. Блэк отправляется в обозначенное место и обнаруживает там нефтяную колонку.
В воскресенье Джонни Блэк читает в церкви проповедь о прощении, воспроизводя по памяти проповедь, которую читал в его детстве его отец. Далее он собирается сообщить о нефти на земле покойного пастора маршалу Коуву, но люди Тома Шили убивают маршала. Джонни Блэк сообщает о нефти Джесси Ли, а та остальным горожанам. Самого Джонни Блэка арестовывают в подозрении в убийстве маршала, а также за его предыдущие преступления. Том Шили требует от Джесси Ли подписать все необходимые бумаги о передачи земли покойного пастора ему, так как к городу уже приближаются его головорезы, которые в противном случае всех вырежут.
Перси помогает Джонни Блэку сбежать из тюрьмы. Вооружённые чем попало горожане готовятся встречать головорезов во главе с Бреттом Клейтоном. Им на помощь приходят местные индейцы, а также охотники за головами, которые разыскивают Клейтона. Всем вместе им удаётся одолеть банду Клейтона. Джонни Блэк за последние дни изменился и больше не хочет мстить. Он собирается простить Бретта Клейтона, но тот настроен стреляться. Блэку приходится убить Клейтона. Горожане празднуют победу, Джонни Блэка назначают шерифом Хоуп-Спрингс.

## В ролях
- Майкл Джей Уайт — Джонни Блэк
- Аника Нони Роуз — Джесси Ли
- Эрика Эш — Бесси Ли
- Байрон Миннс — преподобный Перси
- Крис Браунинг — Бретт Клейтон
- Барри Боствик — Том Шили
- Рэнди Кутюр — Билл Бассет
- Кевин Чэпмен — маршал Коув
- Ким Уитли — сестра Бетти
- Томми Дэвидсон — Клэнси
- Бадди Льюис — Дикон Фрай
- Гари Энтони Уильямс — мэр Уильямс
- Тони Бэйкер — шериф Ярбро
- Эме Иквуакор — Элмер
- Джалин Холл — юный Джонни Блэк
- Дональд Серроне — Отбитый Боб
- Джилл Скотт — Мо Белль
- Майкл Мэдсен — Датч
- Джош Барнетт — Бобо
- Глинн Тёрмен — Буллзай Блэк
- Расселл Питерс — Большой Вождь

## Приём
Фильм получил смешанные отзывы от критиков. На сайте Rotten Tomatoes рейтинг «свежести» фильма составляет 65 %, на Metacritic у фильма 54 балла из 100.
Отмечалось, что фильм не является полностью фарсовой комедией наподобие «Сверкающих сёдел». Он не сделан в комедийном ключе весь и местами пытается быть серьёзным. Критики также отмечали общую затянутость фильма, когда большинство сцен продолжается слишком долго. Положительно был оценен основной актёрский состав.